# Contea di Hartford
La contea di Hartford (in inglese Hartford County) è una contea posta nell'area centro-settentrionale dello Stato del Connecticut negli Stati Uniti. Nella contea si trova la città di Hartford, capitale del Connecticut. Fa parte dell'area metropolitana di New York.
Come per le altre contee dello Stato del Connecticut la contea di Harftord rappresenta solo una divisione geografica del territorio dello Stato e non ha alcuna funzione amministrativa.

## Geografia fisica
Il territorio è prevalentemente collinare e pianeggiante nella valle del fiume Connecticut che scorre da nord a sud. Il maggiore fiume della parte orientale è il Farmington, che dopo aver alimentato il lago Barkhamsted Reservoir (compreso tra la contea di Hartford e quella di Litchfield) sfocia nel fiume Connecticut.
La contea prende il nome da Hartford, la capitale dello Stato, che è posta nell'area centrale, sulla riva occidentale del fiume Connecticut. Altre città importanti sono New Britain, Bristol, Manchester, East Hartford, Windsor, Wethersfield ed Enfield.

### Contee confinanti
- Contea di Hampden in Massachusetts - nord
- Contea di Tolland - est
- Contea di New London - sud-est
- Contea di Middlesex - sud
- Contea di New Haven - sud-ovest
- Contea di Litchfield - ovest

## Storia
La contea è una delle prime quattro contee istituite nel Connecticut il 10 maggio 1666. Gli unici insediamenti coloniali erano i villaggi di Windsor, Wethersfield, Hartford, Farmington e Middletown a cui si aggiunse Haddam due anni dopo. Con l'istituzione di altre contee e la nascita di nuovi insediamenti i confini della contea furono variati diverse volte negli anni successivi.

## Politica
| Anno | Repubblicani  | Democratici   |
| ---- | ------------- | ------------- |
| 2008 | 33,7% 138 984 | 65,1% 268 721 |
| 2004 | 39,5% 154 919 | 58,7% 229 902 |
| 2000 | 34,7% 127 468 | 60,2% 221 167 |
| 1996 | 31,3% 111 566 | 57,0% 203 549 |
| 1992 | 32,0% 132 591 | 47,1% 195 495 |
| 1988 | 46,0% 173 031 | 53,1% 199 857 |
| 1984 | 55,0% 208 210 | 44,6% 168 609 |
| 1980 | 40,5% 150 265 | 44,3% 164 643 |
| 1976 | 47,5% 175 064 | 51,9% 191 257 |
| 1972 | 52,1% 194 095 | 46,9% 174 837 |
| 1968 | 38,8% 131 740 | 56,2% 190 865 |
| 1964 | 27,0% 88 811  | 72,9% 240 071 |
| 1960 | 41,1% 136 459 | 58,9% 195 403 |

## Comuni
| - Avon (town) - Berlin (town) - Bloomfield (town) - Bristol (city) - Burlington (town) - Canton (town) - East Granby (town) - East Hartford (town) - East Windsor (town) - Enfield (town) - Farmington (town) - Glastonbury (town) - Granby (town) - Hartford (city) - Hartland (town) | - Manchester (town) - Marlborough (town) - New Britain (city) - Newington (town) - Plainville (town) - Rocky Hill (town) - Simsbury (town) - South Windsor (town) - Southington (town) - Suffield (town) - West Hartford (town) - Wethersfield (town) - Windsor Locks (town) - Windsor (town) |